# Rhythm and Sound
Rhythm and Sound est l'un des multiples pseudonymes sous lequel se produisent les artistes et producteurs allemands Moritz von Oswald et Mark Ernestus. Initiateurs du style dub techno, Rhythm and Sound reste cependant la formation du duo dont le son s'approche le plus du dub originel.

## Description
La musique électronique minimaliste est l'une des marques de fabrique de la scène techno berlinoise, et le duo fait ainsi partie des pionniers d'une nouvelle vague dub développée vers la fin des années 1990. Le groupe produit un son avec une structure rythmique essentiellement séquencée, lente et proche de l'ambient. Les morceaux sont volontairement assourdis, parasités de grésillements, avec une profondeur sonore unique dans le paysage de la musique électronique populaire.
Rhythm and Sound produit environ un maxi vinyle tous les six mois, marquant de nombreuses collaborations avec des artistes tels que Jennifer Lara, The Chosen Brothers, Paul St. Hilaire, Jah Batta, etc. Certaines ont été rassemblées sur deux albums en 2003.
La présence médiatique des deux créateurs est presque aussi « minimaliste » que leur musique, donnant peu de concerts et n'accordant quasiment pas d'interviews. En toute humilité, le duo n'a ainsi jamais ressenti le besoin de jouer sa propre musique sur scène.
Les deux musiciens, créateurs du label Basic Channel, ont pour habitude de travailler en autoproduction. Ainsi, pour chaque facette de leur travail possédant un nom différent, un label approprié est créé. Rhythm and Sound est ainsi un label, fondé en 1997, sur lequel paraissent la plupart de leurs productions.

## Discographie
Sur le label Rhythm and Sound
- RS-01 - Rhythm and Sound  w/ Tikiman - Music A Fe Rule (12")
- RS-02 - Rhythm and Sound / The Chosen Brothers / Bullwackies All Stars - Mango Walk (12")
- RS-03 - Rhythm and Sound - Roll Off (12")
- RS-04 - Rhythm and Sound - Smile (12")
- RS-05 - Rhythm and Sound - Carrier (12")
- RS-06 - Rhythm and Sound - Trace / Imprint (12")
- RS-07 - Rhythm and Sound - Aground / Aerial (12")
- RSD-1 - Rhythm and Sound - Rhythm & Sound (CD 2001)

Sur le label Burial Mix
- Showcase avec Paul St. Hilaire (1998)
- Rhythm and Sound w/ The Artists (2003)
- Rhythm and Sound - The Versions (2003)
- See Me Ya (2005)
- See Mi Yah Remixes (2006)